# TOI-715
TOI-715 è una stella nana rossa situata nella costellazione del Pesce Volante e distante circa 138,5 anni luce dal sistema solare. Nel 2023 è stato scoperto orbitare nella sua zona abitabile un pianeta extrasolare.

## Caratteristiche
TOI-715, il cui nome è l'acronimo di "Transiting Exoplanet Survey Satellite Object of Interest", è una nana rossa di classe spettrale M, avente il 23% della massa e un raggio del 24% del Sole e una temperatura di circa 3075 K.
L'assenza di brillamenti durante il periodo di osservazioni suggerisce un'età della stella superiore a quella del Sole; nonostante il grande margine d'errore la sua età è probabilmente attorno ai 6-7 miliardi di anni, di conseguenza la stella dovrebbe aver superato le prime turbolente fasi della sua esistenza, tipico di nane rosse più giovani.

## Sistema planetario
Osservazioni col il telescopio spaziale TESS hanno portato all'annuncio, nel 2023, della scoperta di un esopianeta, e di un altro candidato che resta da confermare. La prima osservazione di un pianeta candidato risale al 2019, quando venne menzionato un possibile pianeta del tipo super Terra nel sistema, a cui fece seguito nei due anni successivi una campagna di follow-up da diversi osservatori da terra.
TOI-715 b, questo il nome del pianeta confermato, ha un raggio 1,55 volte quello terrestre ed è situato nella zona abitabile conservativa della sua stella madre, dove potrebbero esistere le condizioni per sostenere l'acqua liquida sulla sua superficie. Riceve il 67% della radiazione che riceve la Terra dal Sole e la sua temperatura di equilibrio, che non tiene conto dell'effetto serra generato da una probabile atmosfera, è di 234±12 K. Essendo stato scoperto col metodo del transito non è nota la massa; gli autori dello studio che ha portato alla scoperta del pianeta affermano che sono necessarie ulteriori ore di osservazione, e l'unico strumento in grado di misurare piccolissime variazioni della velocità radiale della stella causate da questo pianeta nell'emisfero australe è il Very Large Telescope, in Cile. La massa potrebbe essere compresa tra 2 (se fosse un pianeta oceanico) e 7 masse terrestri (se fosse completamente roccioso).
Nello stesso studio viene suggerita la presenza di un secondo pianeta avente le dimensioni della Terra, che orbiterebbe anch'esso nella zona abitabile del sistema, sebbene nei pressi del suo confine esterno. La temperatura di equilibrio di questo secondo pianeta sarebbe di circa 215 K.
| Pianeta           | Tipo        | Massa | Raggio   | Periodo orb.  | Sem. maggiore | Incl. orbita |
| ----------------- | ----------- | ----- | -------- | ------------- | ------------- | ------------ |
| b                 | Super Terra | —     | 1,55 M⊕  | 19,288 giorni | 0,083 UA      | 89,856°      |
| TIC 271971130.02* | Terrestre   | —     | 1,066 r⊕ | 25,607 giorni | 0,0986 UA     | 89,72°       |

* Non confermato